# Dendermonde
Dendermonde (franceză Termonde) este un oraș neerlandofon situat în provincia Flandra de Est, regiunea Flandra din Belgia. Comuna Dendermonde este formată din localitățile Dendermonde, Appels, Baasrode, Grembergen, Mespelare, Oudegem, Schoonaarde și Sint-Gillis-bij-Dendermonde. Suprafața sa totală este de 55,67 km². La 1 ianuarie 2008 avea o populație totală de 43.618 locuitori. 